# Niggaz4Life
Niggaz4Life (também conhecido por Efil4zaggin) foi o quarto trabalho e último álbum do grupo de gangsta rap N.W.A, lançado em 28 de maio de 1991. Após este álbum final, o grupo desmanchou-se, após uma briga entre Eazy-E e Dr. Dre, sendo que este último e The D.O.C. foram para a Death Row Records. Niggaz4Life estreou na segunda posição da Billboard 200, mas na segunda semana alcançou o topo. O único a artista a repetir este feito foi Michael Jackson. O álbum foi certificado como disco de platina pela RIAA com 2,084,941 cópias vendidas

## Faixas
1. "Prelude" (featuring Above the Law) (Dr. Dre/MC Ren) – 2:27
2. "Real Niggaz Don't Die"(insulto a Ice Cube) (Dr. Dre/Eazy-E/MC Ren) – 3:40
3. "Niggaz 4 Life" (Eazy-E/Dr. Dre/MC Ren) – 4:58
4. "Protest" – 0:53
5. "Appetite For Destruction" (EazyE/Dr. Dre/MC Ren) – 3:22
6. "Don't Drink That Wine" – 1:07
7. "Alwayz Into Somethin'" (featuring Admiral D) (Dr. Dre/MC Ren) – 4:25
8. "Message to B.A." (insulto a Ice Cube) – 0:48
9. "Real Niggaz" (insulto a Ice Cube) (Dr. Dre/Eazy-E/MC Ren) – 4:27 (Originally on 100 Miles and Runnin')
10. "To Kill a Hooker" – 0:50
11. "One Less Bitch" (MC Ren/Dr. Dre) – 4:47
12. "Findum, Fuckum, and Flee" (featuring Admiral D) (Dr. Dre/Eazy-E/MC Ren) – 3:55
13. "Automobile" (Eazy-E/Dr. Dre) – 3:15
14. "She Swallowed It" (MC Ren) – 4:13
15. "I'd Rather Fuck You" (featuring CPO) (Eazy-E) – 3:57
16. "Approach to Danger" (Dr. Dre/MC Ren/Eazy-E) – 2:45
17. "1-900-2-Compton" – 1:27
18. "The Dayz of Wayback"(featuring Admiral D) (Dr. Dre/MC Ren) – 4:15

## Crítica
| Críticas profissionais | Críticas profissionais |
| Avaliações da crítica  | Avaliações da crítica  |
| Fonte                  | Avaliação              |
| ---------------------- | ---------------------- |
| Allmusic               | [ 1 ]                  |
| Blender                | [ 2 ]                  |
| Pitchfork Media        | 8.8/10                 |
| RapReviews             | 9/10                   |
| Robert Christgau       | C−                     |
| Rolling Stone          | [ 6 ]                  |
| Rolling Stone          | [ 7 ]                  |

## Paradas

### Álbum
| Ano  | Parada                 | Posição topo |
| 1991 | Billboard 200          | #1           |
| 1991 | Top R&B/Hip-Hop Albums | #2           |

### Singles
| Ano  | Canção                     | Posições nas paradas | Posições nas paradas          | Posições nas paradas | Posições nas paradas |
| Ano  | Canção                     | Billboard Hot 100    | Hot R&B/Hip-Hop Singles Chart | Hot Rap Tracks       |                      |
| 1991 | "Appetite for Destruction" | -                    | #45                           | #2                   |                      |
| 1991 | "Alwayz Into Somethin'"    | -                    | #37                           | #1                   |                      |

### Cronologia na Billboard 200
| U.S. Billboard 200                   | U.S. Billboard 200 | U.S. Billboard 200 | U.S. Billboard 200 | U.S. Billboard 200 | U.S. Billboard 200 | U.S. Billboard 200 | U.S. Billboard 200 | U.S. Billboard 200 | U.S. Billboard 200 | U.S. Billboard 200 | U.S. Billboard 200 | U.S. Billboard 200 | U.S. Billboard 200 | U.S. Billboard 200 | U.S. Billboard 200 | U.S. Billboard 200 | U.S. Billboard 200 | U.S. Billboard 200 | U.S. Billboard 200 | U.S. Billboard 200 | U.S. Billboard 200 | U.S. Billboard 200 | U.S. Billboard 200 | U.S. Billboard 200 | U.S. Billboard 200 | U.S. Billboard 200 | U.S. Billboard 200 | U.S. Billboard 200 | U.S. Billboard 200 |  |
| Semana                               | 01                 | 02                 | 03                 | 04                 | 05                 | 06                 | 07                 | 08                 | 09                 | 10                 | 11                 | 12                 | 13                 | 14                 | 15                 | 16                 | 17                 | 18                 | 19                 | 20                 | 21                 | 22                 | 23                 | 24                 | 25                 | 26                 | 27                 | 28                 | 29                 |  |
| ------------------------------------ | ------------------ | ------------------ | ------------------ | ------------------ | ------------------ | ------------------ | ------------------ | ------------------ | ------------------ | ------------------ | ------------------ | ------------------ | ------------------ | ------------------ | ------------------ | ------------------ | ------------------ | ------------------ | ------------------ | ------------------ | ------------------ | ------------------ | ------------------ | ------------------ | ------------------ | ------------------ | ------------------ | ------------------ | ------------------ |  |
| Posição (desde 15 de junho de 1991)  | 2                  | 1                  | 3                  | 6                  | 7                  | 9                  | 10                 | 13                 | 16                 | 18                 | 18                 | 20                 | 18                 | 19                 | 23                 | 33                 | 35                 | 39                 | 48                 | 58                 | 65                 | 66                 | 74                 | 80                 | 104                | 112                | 111                | 138                | 138                |  |
| Semana                               | 30                 | 31                 | 32                 | 33                 | 34                 | 35                 | 36                 | 37                 | 38                 | 39                 | 40                 | 41                 | 42                 | 43                 | 44                 |                    |                    |                    |                    |                    |                    |                    |                    |                    |                    |                    |                    |                    |                    |  |
| Posição (desde 4 de janeiro de 1992) | 148                | 93                 | 109                | 132                | 120                | 128                | 124                | 128                | 165                | 161                | 172                | 172                | 186                | 196                | 185                |                    |                    |                    |                    |                    |                    |                    |                    |                    |                    |                    |                    |                    |                    |  |